# St. Georg (Traun)

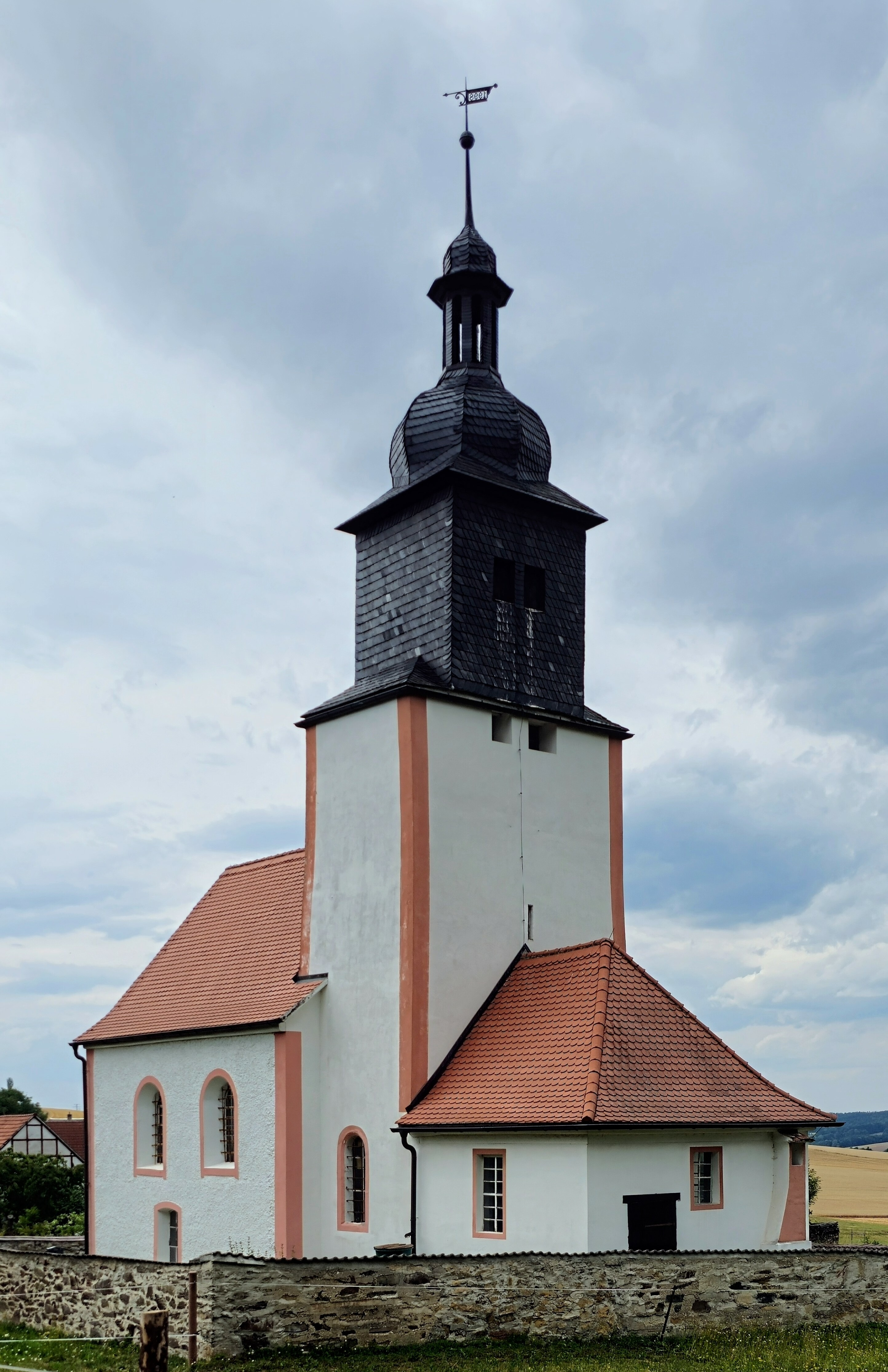
St. Georg Traun

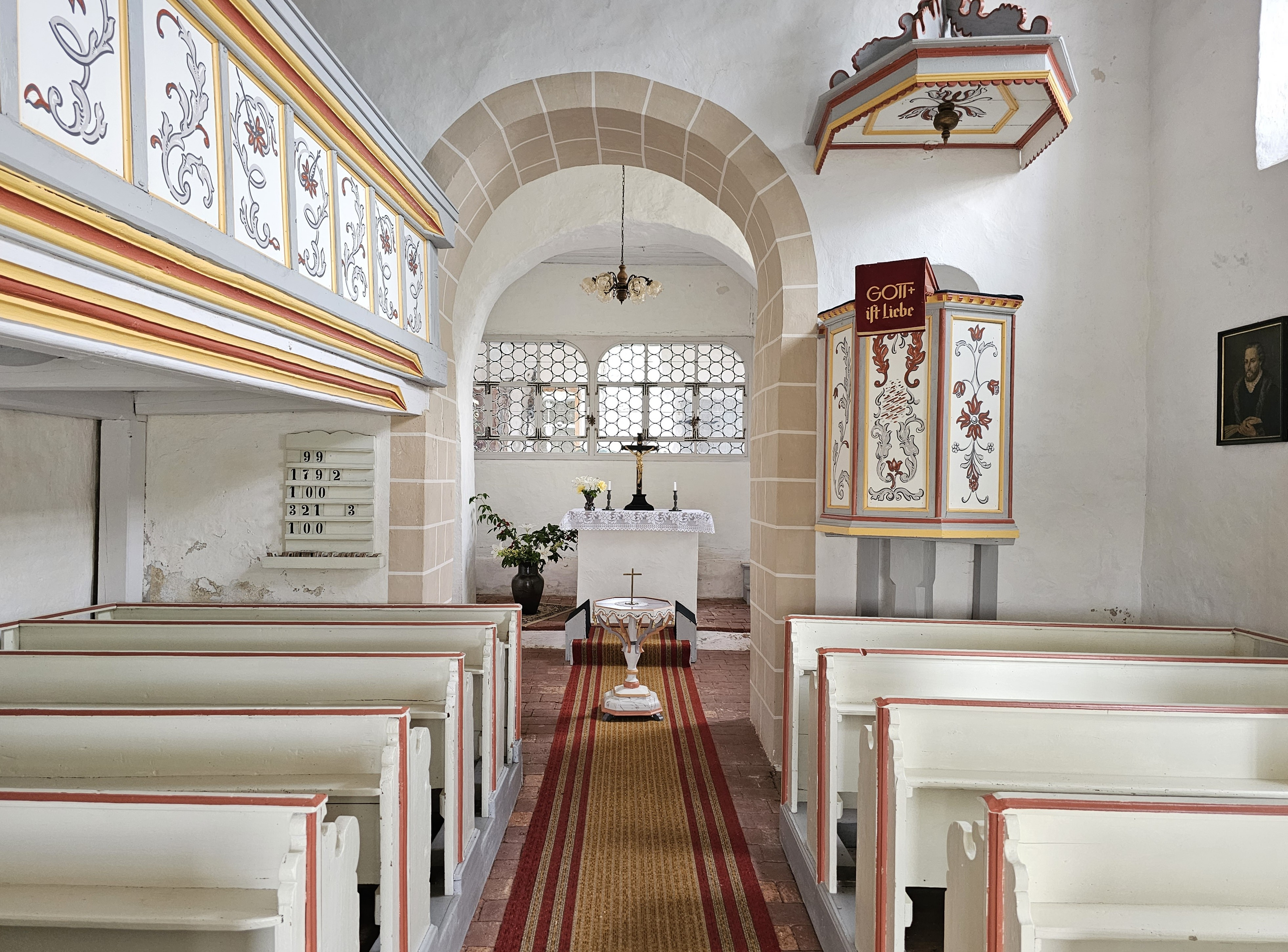
Innenraum (2023)

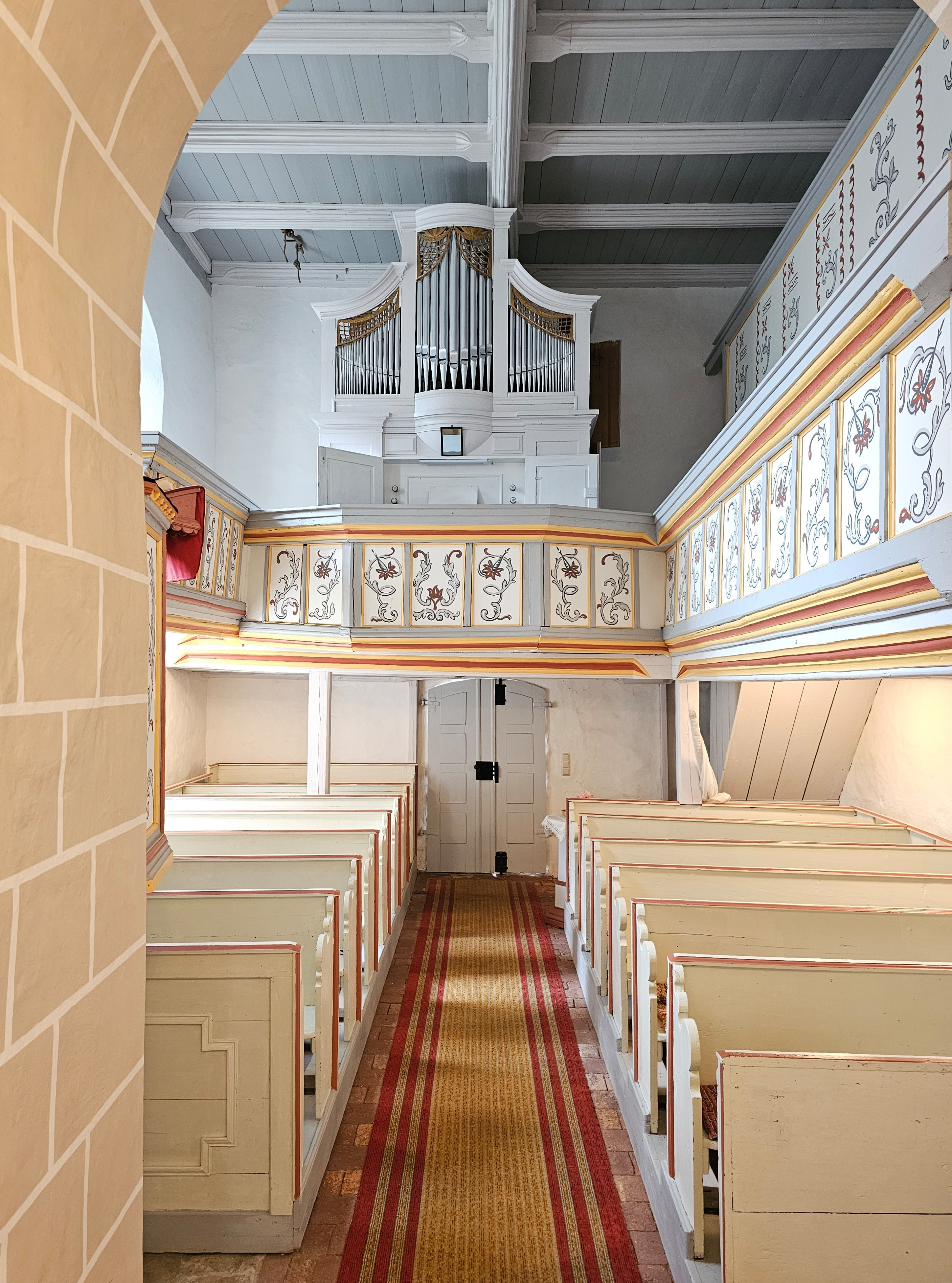
Blick zur Orgel

Die denkmalgeschützte evangelisch-lutherische Kirche St. Georg steht in Traun, einem Ortsteil der Gemeinde Schmieritz im Saale-Orla-Kreis in Thüringen. Die Kirchengemeinde Traun gehört zum Pfarrbereich Triptis im Kirchenkreis Schleiz der Evangelischen Kirche in Mitteldeutschland.

## Beschreibung
Die romanische Saalkirche mit ihrem Chorturm wurde im 17. Jahrhundert baulich überarbeitet. Es wurde im Osten ein rechteckiger Anbau hinzugefügt, um Platz für die mit Butzenscheiben versehene Patronatsloge zu schaffen. Hierzu musste die einstige Konche beseitigt werden. Der Glockenturm hat einem schiefergedeckten Aufsatz, hinter dessen Klangarkaden sich der Glockenstuhl befindet. Dort hängt eine Kirchenglocke, die 1487 gegossen wurde, der zweite Platz im Glockenstuhl ist leer. Darauf sitzt eine bauchige Haube, die in eine offene Laterne übergeht. Der mit einer Holzbalkendecke überspannte Innenraum hat eingeschossige Emporen, deren Brüstungen mit barocken Ornamenten bemalt sind. Im Chor, zwischen den zwei Chorbögen, auf denen der Turm steht, befindet sich der Altar. Die Kanzel steht seitlich vor dem Chorbogen des Kirchenschiffs, über ihr befindet sich der Schalldeckel, der mit Voluten gekrönt ist. Die Orgel auf der Empore im Westen hat 7 Register, verteilt auf ein Manual und Pedal. Sie wurde um 1800 von einem unbekannten Orgelbauer gebaut, Ende des 19. Jahrhunderts umdisponiert und 1968 von Reinhard Schmeisser sowie um 2015 von Orgelbau Schönefeld restauriert. Eine Sanierung der Kirche in Bauabschnitten wurde 2017 nach 20 Jahren abgeschlossen.